# Алберто Сорија
Алберто Сорија Ортега (рођен 10. марта 1906) био је перуански фудбалски дефанзивац који је играо за Перу на ФИФА-ином светском првенству 1930.

## Клупска каријера
Надимка el Doctor био је први главни играч који је напустио Алианц из Лиме за вечите ривале Универзитарио де Депортес 1933. године.

## Репрезентација
Сорија је одиграо 6 утакмица за Перу између 1930. и 1937.